# Yanshan, Xinluo
Yanshan (kinesiska: 岩山) är en köping i sydöstra Kina. Den ligger i stadsdistriktet Xinluo i staden Longyan i provinsen Fujian, omkring 240 kilometer sydväst om provinshuvudstaden Fuzhou. Antalet invånare är 5 254. Befolkningen består av 2 066 kvinnor och 3 188 män. Barn under 15 år utgör 10,0 %, vuxna 15-64 år 80 %, och äldre över 65 år 8,0 %.